# Allá en el Rancho Grande
Allá en el Rancho Grande ist ein Drama des mexikanischen Regisseurs Fernando de Fuentes aus dem Jahr 1936. Der im Stile eines Western gedrehte Film erzählt von Beziehungsproblemen, mit dem Inhaber einer Ranch, seinem als Aufseher fungierenden Freund sowie einer attraktiven Waise im Mittelpunkt. Der Überraschungshit des Jahres 1936 spielt in einer ländlichen Umgebung und fängt dabei typisch mexikanische Bilder ein. Das spezifisch Landestypische wird auch daran deutlich, dass nicht Cowboys wie in amerikanischen Western gezeigt werden, sondern mexikanische Charros. Weiterhin zeichnet sich der Film durch eine Vielzahl von musikalischen Einlagen aus, von denen das Volkslied Allá en el Rancho Grande, gesungen von Tito Guízar, größte Bekanntheit erlangt hat. Allá en el Rancho Grande war der erste mexikanische Film, der auch im Ausland Erfolg hatte. Er gehört zu den populärsten Arbeiten von de Fuentes und begründete das Subgenre der Comedia ranchera.

## Handlung
Die Handlung spielt zu großen Teilen auf einer "Rancho Grande" in der Umgebung von San Onofre (keine genaue Lokalisierung – es gibt in Mexiko vier Kommunen mit diesem Namen, wobei allerdings vom San Onofre im nördlichen Bundesstaat Chihuahua ausgegangen werden darf, da der Wetteinsatz für einen Pferde-Zweikampf laut einem eingeblendeten Plakat in Dollar zu entrichten ist, was tief im Landesinneren wenig Sinn machen würde). Auf der dortigen Hazienda erfährt Besitzer Don Rosendo (Noriega), dass die verwitwete Mutter Marcelina Ruelas (Camarillo) auf der benachbarten "Rancho Chico" schwer erkrankt ist. Tatsächlich liegt sie im Sterben und vertraut ihre drei Kinder – José Francisco (Alemán), Eulalia sowie die aufgenommene Waise "Cruz" (Ávila) – deren Patentante Ángela (Roldán) an. Diese lebt zwar mit dem Trunkenbold Florentino (López) mehr schlecht als recht zusammen, hat aber als Angestellte der "Rancho Grande" ein ordentliches Auskommen. Don Rosendo hält seinen Sohn Felipe (Núñez) dazu an, Freundschaft mit José Francisco zu schließen. Als die beiden erwachsen sind, führt dieser Zusammenhalt dazu, dass Don Felipe (Cardona) – jetzt für seinen verstorbenen Vater die Ranch leitend – José Francisco (Guízar) zum Aufseher ("caporal") und damit zum wichtigsten Mitarbeiter macht.
Auch Eulalia (Cortés) und "Cruz" (Fernández) sind zu schönen jungen Frauen herangewachsen; jedoch wird die Letztere von Ángela weniger familiär denn als eine Art Dienstmädchen behandelt. Die Dinge gehen zunächst ihren halbwegs geordneten Gang. Don Nabor Peña (Alfonso Sánchez Tello) verwaltet die "Rancho Chico" und bemüht sich nebenher um Eulalia. Florentino trinkt nach wie vor und besonders gern im Gemischtwaren-Laden (mit Alkoholausschank) von Don Venancio (Hernán Vera), zeigt aber auch ein Herz für die etwas vernachlässigte "Cruz". Und die Ranch-Oberen haben bei aller Arbeit auch Zeit für die landestypischen Vergnügungen; so wird u. a. ein Hahnenkampf mit dem Konkurrenztier einer "Real Minero" anberaumt. Doch bevor es nach einem langen musikalischen "Vorspiel" endlich losgehen kann, wittert ein Vertreter des Gegners Betrug und beschimpft Don Felipe, der daraufhin beleidigt zuschlägt. Im Fallen zieht jener Don Nicho (David Valle González) eine Pistole, und der sich auf ihn stürzende José Francisco bekommt die Kugel ab. Dessen Leben ist nur durch eine Bluttransfusion zu retten, was für Felipe eine Selbstverständlichkeit ist.
José Francisco ist schon geraume Zeit heimlich in "Cruz" verliebt, doch die amourösen Dinge entwickeln sich etwas anders. So will Ángela die Waise dem Einfluss Florentinos entziehen und würde sie gern als Gattin Felipes sehen. Dieser hat zwar ein lockeres Verhältnis mit der gleichfalls attraktiven Margarita, unternimmt aber während einer Abwesenheit seines Aufsehers – welcher zum oben bereits erwähnten Pferde-Zweikampf auf der "Rancho Chico" weilt – einen Annäherungsversuch. Dieser misslingt, doch zwei Wachmänner der Ranch beobachten das Techtelmechtel und ziehen falsche Schlüsse, was beinahe zur Katastrophe führt. Denn als José Francisco als gefeierter Sieger zurückkehrt und stolz in der Ladenkneipe Venancios seine baldige Vereinigung mit "Cruz" bekanntgibt, erntet er erstaunte Blicke, und ein vormals auch Interesse an der Waise bekundet habender Charro namens Martín (Barcelata) stichelt im Rahmen eines Gesangsduells besonders heftig; erst jetzt realisiert José Francisco, dass tatsächlich etwas an dem Gerücht um "Cruz" und Don Felipe dran sein könnte, und macht sich wild entschlossen auf, die Sache – notfalls mit der Waffe – zu klären. Der alarmierte Don Felipe geht seinem Aufseher entgegen, welcher tatsächlich einen Revolver auf ihn richtet ... erst die um Einhalt bettelnde "Cruz" kann die Wogen glätten, und der "Rancho Grande"-Inhaber gönnt dem Freund die hübsche Braut. Der Film endet mit einer Vierfach-Hochzeit: Neben dem Protagonisten-Paar vermählen sich auch Don Nabor und Eulalia, Don Felipe und Margarita sowie Florentino und Ángela.

## Hintergrund
Den Film Allá en el Rancho Grande veröffentlichte Fernando de Fuentes in Nachfolge seiner Revolutionstrilogie, in der er Vámonos con Pancho Villa, El compadre Mendoza und El prisionero trece veröffentlicht hatte. Diese Filme waren trotz ihres hohen künstlerischen Anspruchs beim Publikum nicht sonderlich erfolgreich. Vámonos con Pancho Villa im Jahr 1935 wurde sogar zum finanziellen Fiasko, so dass der Staat bei der Finanzierung einspringen musste. Die in Allá en el Rancho Grande erzählte Geschichte um eine Dreiecksbeziehung war nicht gänzlich neu für den mexikanischen Film, wurde aber in der von Antonio Guzmán Aguilera und Luz Guzmán de Arellano geschriebenen Geschichte, die von Guzmán Aguillera und de Fuentes als Drehbuch umgesetzt wurde, besonders humorvoll adaptiert. In Allá en el Rancho Grande bezog sich de Fuentes zwar auf den Hollywood-Western, fing in seinem Film jedoch typisch mexikanische Bilder und Stimmungen ein. Zudem kopierte er nicht den amerikanischen Cowboy, sondern bezog sich auf die mexikanischen Charros. Damit trug er den Unterschieden zwischen Cowboy und Charro Rechnung, die gänzlich verschiedene Rolle innehatten. So war der amerikanische Cowboy mehr mit der Eroberung des Westens, seiner eigenen Unabhängigkeit und dem Eintreten für das Recht verbunden, während der Charro in einer hierarchischen Gesellschaft verortet war und stark dem Rollenbild eines Macho entsprach. Mit diesem Bezug auf Mexiko wies Fernando de Fuentes auch anderen mexikanischen Filmemachern den Weg, sich von den Adaptionen ausländischer Filme und Themen zu emanzipieren und originär mexikanische Filme zu drehen. Er begründete mit diesem Film zudem das Genre Comedia ranchera, in dem viele weitere Filme zu dieser Thematik folgen sollten. Im folgenden Jahr waren behandelten über die Hälfte der 37 in Mexiko gedrehten Filme Geschichten mit lokalem und ländlichen Bezug.
Allá el en Rancho Grande war Fernando de Fuentes erfolgreichster Film und außerdem der erste international erfolgreiche Film aus Mexiko. Es war der populärste Film dieses Regisseurs und markierte einen Wendepunkt in der Orientierung der mexikanischen Filmindustrie. De Fuentes jedoch konnte in der Folge nicht mehr an die Qualität seiner früheren Werke anknüpfen. Für Hauptdarsteller Tito Guízar bedeutete der Film den Durchbruch und er wurde auch in den USA bekannt.